# 第4装甲軍
第4装甲軍（独4. Panzerarmee）は第二次世界大戦中のドイツ陸軍の装甲部隊である。軍に昇格する以前は第4装甲集団であり、バルバロッサ作戦で活躍した。

## 歴史

### 1941年
バルバロッサ作戦発動時、第4装甲集団は北方軍集団に所属、第XLI、第LVI軍団が追加され、総勢3個装甲師団、2個自動車化歩兵師団、合計で戦車631両が加わった。第4装甲集団は北方軍集団の先鋒を務め、バルバロッサ作戦初期段階でネマン川を横断したが、第XXXXI装甲軍団はラセイネイ (Raseiniai、リトアニア)で約300両のソビエト赤軍戦車の反撃を受けた。4日間の攻防戦の末、ソビエト装甲部隊の包囲に成功、これを撃破した。一方、第LVI装甲軍団は西ドヴィナ川の橋を占領、レニングラードへの進撃を開始した。
ソビエト赤軍はレニングラード（現 サンクトペテルブルク）の堅固な防御線を形成しており、ヒトラーは第3装甲集団と第4装甲集団の強化を命令、そしてレニングラードまで残り約11km地点まで進撃した。しかし、ヒトラーはモスクワ攻撃を強化することを提案、モスクワを包囲攻撃するために第3、第4装甲集団は中央軍集団へ転属となった。
第3、第4装甲集団はモスクワを攻撃するためにモスクワ北方へ移動し、第4装甲集団は攻撃の中央を担当し、南方を第2装甲軍が攻撃することとなった。しかしロシアの厳冬、厳しい補給状況、ソビエト赤軍の頑強な抵抗により攻撃は遅々として進まなかったが、その中、第4装甲集団はモスクワまで残り24km地点まで到達した。しかし、第4装甲集団はその地点までの攻撃で消耗しており、それ以上の進撃は不可能であった上に、1941年12月、ソビエト赤軍による反撃が開始されると、約300kmに渡って押し戻された。

### 1942年
第4装甲集団は1月1日、第4装甲軍に昇格した。
1942年春、第4装甲軍は防衛戦を行いつつ、兵力の増強を行い、南方軍集団に転属した。その後、ドイツ軍は青作戦を計画、南方軍集団は、第17軍、第1装甲軍から形成されたA軍集団、第6軍と第4装甲軍で形成されたB軍集団の2個軍集団に分割された。A軍集団がロシア南部で移動する間、B軍集団はスターリングラード（現 ヴォルゴグラード）を占領することになっていた。第6軍が北側からスターリングラードに攻撃する間、第4装甲軍は南側から攻撃を加えた。ドイツ軍の狙いはスターリングラードで両軍が合流することであり、スターリングラード郊外でソビエト赤軍を2箇所で包囲することになっていた。
しかし、第6軍はソビエト赤軍の反撃のため、進撃できず、包囲する予定であったソビエト赤軍部隊がスターリングラードへ撤退する余裕を与えてしまい、予定より3日遅れても第4装甲軍と合流することができなかった。第6軍はその後、スターリングラード攻略のため進撃、その間、第4装甲軍は第6軍の背後の防衛を担当した。
1942年11月、ソビエト赤軍は反撃を開始、第4装甲軍所属の第24装甲師団と第6軍が包囲された。ヘルマン・ホト率いる第4装甲軍は冬の嵐作戦で包囲の撃破を試みたが、失敗、その為、第6軍は降伏することとなった。

### 1943年
第4装甲軍は増強され、戦車160両が補充された。第4装甲軍はロシア南部でソビエト軍の攻撃を阻止、さらに反撃を加え、1943年春、ハリコフを取り返した。その後、両軍は戦力を消耗したため、しばらくの間、作戦行動は行われなかった。
1943年春から夏にかけて、第4装甲軍は大規模に補強され、1943年7月の時点で戦車1,100両、将兵250,000名までに増強され、クルスクの戦いでは南方で先鋒を務めることになっていた。しかし、第4装甲軍はクルスクでの突破に失敗した。その後、ドニエプル川下流域で行われたソビエト赤軍の攻撃に対する防衛戦を行った。
1943年11月までに、ソビエト赤軍はキエフ近郊に進撃、第4装甲軍はキエフの防衛を担当した。ソビエト赤軍の目標は、キエフを制圧し、中央軍集団と南方軍集団との連携を断つことであった。しかし、ソビエト赤軍はキエフを制圧し、ドニエプルの防御線を撃破してドイツ軍に多大な損害を与えたが、連携を分断することには失敗した。

### 1944年
1944年前半までに第4装甲軍は1941年のバルバロッサ作戦発動時の国境まで戻され、ソビエト赤軍はその時、東部戦線の北、中央に戦力を集中させていたが、1945年1月までは大きな動きはなかった。

### 1945年
1月までに第4装甲軍はヒトラーの直接命令により、ポーランド南地方で防御線を形成していた。しかし、ソビエト赤軍は1月17日、ヴィスワ・オーデル川で攻勢を開始、ソビエト赤軍は装甲部隊を半減させようとし、第4装甲軍に攻撃を集中させた。そのため、第LVI 装甲軍団は包囲殲滅された。1945年2月、第4装甲軍の残存兵はオーデル川西岸で再編成するために、全ての戦線から撤退した。
1945年2月、ソビエト赤軍は攻勢を停止、ドイツ第9軍は戦線中央部、第3装甲軍が戦線北部の防衛を担当、第4装甲軍は南部の防衛を担当した。
1945年4月16日、ソビエト赤軍はオーデル川を渡河、攻勢を開始した。第9軍がゼーロウ高地でソビエト赤軍をせき止めている間、第4装甲軍はソビエト赤軍に押されていた。その後、退却した第4装甲軍は将兵250,000、戦車600両がソビエト赤軍に包囲されることとなった。また、第9軍はゼーロウ高地のシュプレーの森南部、フランクフルト西の地点で包囲されることとなった。
包囲されつつあったベルリンでヒトラーは第12軍に、第9軍、第4装甲軍と連携してベルリンの包囲を突破するよう命令した。しかし、第9軍、第4装甲軍もそのような余裕は無く、命令を無視し、第12軍の防衛地点への撤退を敢行した。これは後にハルベの戦いと呼ばれる。この戦いにおいて脱出に成功した将兵はアメリカ軍に降伏した。

## 司令官
- 1941年2月15日 – 1942年1月7日：エーリヒ・ヘプナー上級大将
- 1942年1月8日 – 1942年5月31日：リヒャルト・ルオッフ上級大将
- 1942年5月31日 – 1943年11月10日：ヘルマン・ホト上級大将
- 1944年11月10日 – 1944年4月21日：エアハルト・ラウス上級大将
- 1944年5月18日 – 1944年6月28日：ヨーゼフ・ハルペ（Josef Harpe）上級大将
- 1944年6月28日 – 1944年8月5日：ヴァルター・ネーリング（Walther Nehring ）装甲兵大将
- 1944年8月5日 – 1944年9月21日：ヘルマン・バルク（Hermann Balck）装甲兵大将
- 1944年9月21日 – 1945年5月8日：フリッツ=フーベルト・グレーザー（de:Fritz-Hubert Gräser）装甲兵大将

## 文献
Wendel, Marcus (2004). 4. Panzer-Armee